# Xã Union, Quận Washington, Missouri
Xã Union (tiếng Anh: Union Township) là một xã thuộc quận Washington, tiểu bang Missouri, Hoa Kỳ. Năm 2010, dân số của xã này là 3.107 người.